# Episodi di Dr. Death (prima stagione)
La prima stagione della serie televisiva Dr.Death, composta da otto episodi, è stata distribuita sulla piattaforma Peacock a partire dal 15 luglio 2021. In Italia, la stagione è disponibile su Starz dal 12 settembre 2021.
| nº | Titolo originale                      | Titolo italiano              | Pubblicazione USA | Pubblicazione Italia |
| -- | ------------------------------------- | ---------------------------- | ----------------- | -------------------- |
| 1  | Diplos                                | Doppie personalità           | 15 luglio 2021    | 12 settembre 2021    |
| 2  | Ain't No Bum                          | Grandi speranze              | 15 luglio 2021    | 19 settembre 2021    |
| 3  | Dock Ellis                            | False referenze              | 15 luglio 2021    | 26 settembre 2021    |
| 4  | An Occurrence at Randall Kirby's Sink | Orgoglio e ambizione         | 15 luglio 2021    | 3 ottobre 2021       |
| 5  | The $?!& in the Bed                   | Scalata al successo          | 15 luglio 2021    | 10 ottobre 2021      |
| 6  | Occam's Razor                         | Lenta discesa verso l'abisso | 15 luglio 2021    | 17 ottobre 2021      |
| 7  | Feet of Clay                          | Debolezze                    | 15 luglio 2021    | 24 ottobre 2021      |
| 8  | Hardwood Floors                       | Pavimento in legno           | 15 luglio 2021    | 31 ottobre 2021      |